# Sam Anderson
Sam Anderson (Wahpeton, Dakota del Norte; 13 de mayo de 1945) es un actor estadounidense, nacido en Dakota del Norte. Durante principios de los años 1970, enseñó teatro en el Colegio de Valle de Antílope, en Lancaster, California.
Sam tiene una filmografía variada en la televisión, habiendo hecho papeles en varias series de TV, como: St. Elsewhere, Las Chicas de Oro, Hill Street Blues, 21 Jump Street, Magnum PI, Growing Pains, Perfect Strangers, Dallas, Star Trek: La Nueva Generación, Picket Fences, The Stand, Alien Nation, Millennium, Ángel, ER (donde interpretó el papel recurrente del Dr. Jack Kayson), The X-Files y Friends, aunque su papel más conocido es el de Bernard Nadler en la serie Lost.

## Filmografía
- WKRP in Cincinnati --- Agent Berwick (4 episodios, 1979-1981)
- Airplane II: The Sequel (1982) --- Man in White
- Hill Street Blues --- Kenny Sterling (1 episodio, 1984)
- Newhart --- Larry Supporter (1 episodio, 1985)
- Perfect Strangers --- Mr. Gorpley (31 episodios, 1986-1992)
- Growing Pains --- Principal Willis Dewitt (10 episodios, 1986-1992)
- L.A. Law (4 episodios, 1991-1993)
- Picket Fences --- FBI Agente Donald Morrell (7 episodios, 1992-1995)
- Melrose Place --- Agente Hill (2 episodios, 1993)
- Murder, She Wrote -- Dan el electricista (4 episodios, 1993-1996)
- Forrest Gump --- Director del colegio (1994)
- Diagnosis Murder --- Dr. Hjortsberg (3 episodios, 1994-2000)
- ER --- Dr. Jack Kayson (19 episodios, 1994-2007)
- Boston Common --- President Butterfield (7 episodios, 1996)
- The Sleepwalker Killing (1997) --- Roth Lane
- After the Game (1997) --- Jimmy Walsh
- Prey --- Dr. Ian Copeland (2 episodios, 1998)
- NetForce (1999) --- Fox
- Ally McBeal --- Mark Harrison (1 episodio, 1999)
- The Independent (2000) ---- Ed
- The Distance (2000) --- John Harrison
- Ángel --- Holland Manners (8 episodios, 2000-2001)
- The Fighting Fitzgeralds --- Judge Flanagan (1 episodio, 2001)
- Pasadena --- Dr. Paul Darwell (3 episodios, 2002)
- The Court --- White House Counsel Reinhart (1 episodio, 2002)
- Everybody Loves Raymond --- Agente Garfield (1 episodio, 2002)
- Boomtown --- Scott Dawson (2 episodios, 2003)
- Married to the Kellys --- Bill Kelly (21 episodios, 2003-2004)
- 50 Ways to Leave Your Lover (2004) --- George
- Boston Legal --- Walter Fife (1 episodio, 2005)
- Lost --- Bernard Nadler (24 episodios, 2005-2010)
- Cold Case --- Ted (1 episodio, 2006)
- CSI: NY --- Dr. Richards (1 episodio, 2006)
- Dirty Habit (2006) --- Bishop
- Devil's Due --- Padre Thomas (2014)